# Jim Dodge
Pour les articles homonymes, voir Dodge (homonymie).
Œuvres principales
- Not Fade Away

Jim Dodge, né le 8 mars 1945 à Santa Rosa en Californie, est un romancier et poète américain.

## Œuvres
- L'Oiseau Canadèche, Seuil, 1985 ((en) Fup, 1983)
- Not Fade Away, Cambourakis, 2011 ((en) Not Fade Away, 1987)
- Stone Junction, Le Cherche midi, 2008 ((en) Stone Junction, 1990)
- (en) Rain on the River, 2002